# Machelen

Machelens vapen

Machelens läge inom provinsen Vlaams-Brabant

Machelen är en kommun i provinsen Vlaams-Brabant i regionen Flandern i Belgien. Machelen hade 13 738 invånare den 1 januari 2013.